# Arsk
Arsk (en russe : Арск) ou Archa (en tatar : Арча, Arça) est une ville de la République du Tatarstan, en Russie, et le centre administratif du raïon d'Arsk. Sa population s'élevait à 20 523 habitants en 2019.

## Géographie
Arsk est située au bord de la rivière Kazanka, à 58 km au nord-est de Kazan et à 765 km à l'est de Moscou.

## Histoire
Arsk fut fondée par les Volgabulgares au XIIIe siècle. Le nom tatar de la ville (Arça), peut être traduit comme des Oudmourtes ou  Oudmourtienne .
La ville fut la capitale de Arsk Darugha (Arça daruğası) pendant le Khanat de Kazan (un darugha était une subdivision), et bien que la zone soit tatare, ses habitants sont surtout des Oudmourtes. Les premiers habitants de la zone étaient probablement des peuples finniques, qui plus tard furent assimilés par des populations tatares. Arsk fut l'une des forteresses du khanat qui résista le plus longtemps à l'armée russe, qui réussit à s'en emparer, sous les ordres du prince Vorotynski, en 1552.
En 1606, la ville fut reconstruite comme forteresse russe. De 1708 à 1796, elle fut un centre de district (ouïezd). Elle obtint le statut de ville en 1781, statut qu'elle perdit en 1926. Elle devint une commune urbaine en 1938. Le 27 juin 2008, elle retrouve le statut de ville.
Arsk est aussi une importante gare ferroviaire sur la ligne Kazan – Agryz.

## Population

### Démographie
Recensements (*) ou estimations de la population
| 1856  | 1897* | 1926* | 1939* | 1959* | 1970* | 1979*  | 1989*  |
| ----- | ----- | ----- | ----- | ----- | ----- | ------ | ------ |
| 1 400 | 1 228 | 2 627 | 5 200 | 7 519 | 9 329 | 11 376 | 13 938 |

| 2002*  | 2010*  | 2014   | 2015   | 2016   | 2017   | 2018   | 2019   |
| ------ | ------ | ------ | ------ | ------ | ------ | ------ | ------ |
| 17 211 | 18 114 | 19 324 | 19 681 | 20 046 | 20 419 | 20 540 | 20 523 |

### Composition ethnique
En 1989, la composition ethnique de la population était la suivante : 83 pour cent de Tatars, 15 pour cent de Russes, les deux pour cent restants se répartissant entre les Mordves, les Maris, les Tchouvaches et les Oudmourtes.